# Humberlito Borges
Humberlito Borges (n. 5 octombrie 1980, Salvador, Bahia, Brazilia) este un fotbalist brazilian.

## Statistici
| Brazilia | Brazilia | Brazilia |
| An       | Meciuri  | Goluri   |
| -------- | -------- | -------- |
| 2011     | 1        | 0        |
| Total    | 1        | 0        |